# Tahmina Kohistani
Tahmina Kohistani (em persa: تهمینه کوهستانی; província de Kapisa, Afeganistão, 8 de junho de 1989) é uma corredora afegã dos 100 metros rasos.

## Biografia
Tahmina Kohistani nasceu no Paquistão, para onde sua família se mudou para escapar do regime Talibã. Ela retornou a Cabul um mês após a queda do Talibã em 2012.
Estudando para se tornar uma treinadora esportiva, Tahmina começou a correr em 2004. Em uma entrevista, ela admitiu que o treinamento é difícil em seu país, pois os homens não aceitam ver uma mulher praticando esporte. Em 2008, ela participou de sua primeira competição internacional em Bydgoszcz (na Polônia), no Campeonato Mundial Júnior, onde estabeleceu um recorde pessoal de 15 segundos nos 100 m.
Tahmina Kohistani competiu nos Jogos Olímpicos de Verão de 2012 em Londres, fazendo um novo recorde pessoal de 14,42 segundos nas eliminatórias dos 100 metros de distância. Ela não avançou para o primeiro turno. Seu recorde pessoal anterior nos 100 metros era de 15,00 em uma competição em Bydgoszcz, na Polônia, em 2008.

## Reconhecimento
Em 2015, ela foi listada como uma das 100 mulheres da BBC.

## Carreira

### 60 metros rasos
| Ano  | Resultado | Lugar    | Data      | Rank. Mundial |
| ---- | --------- | -------- | --------- | ------------- |
| 2012 | 9"32      | Istanbul | 10-3-2012 |               |

### 100 metros rasos
| Ano  | Resultado | Lugar     | Data     | Rank. Mundial |
| ---- | --------- | --------- | -------- | ------------- |
| 2012 | 14"42     | Londres   | 3-8-2012 | -             |
| 2008 | 15"00     | Bydgoszcz | 8-7-2008 | -             |

## Marcas
| Ano  | Manifestação     | Sede      | Evento      | Risultato   | Prestazione | Nota             |
| ---- | ---------------- | --------- | ----------- | ----------- | ----------- | ---------------- |
| 2008 | Mundial Juniores | Bydgoszcz | 100 m piani | Batteria    | 15"00       | Recorde pessoal  |
| 2012 | Mundial indoor   | Istanbul  | 60 m piani  | Batteria    | 9"32        | Recorde nacional |
| 2012 | Jogos Olímpicos  | Londres   | 100 m piani | Preliminare | 14"42       | Recorde pessoal  |
| 2014 | Jogos Olímpicos  | Incheon   | 200 m piani | Batteria    | 31"08       | -                |